# 盖利博鲁鲁·穆斯塔法·阿里
盖利博鲁鲁·穆斯塔法·阿里（土耳其語：Gelibolulu Mustafa Âlî，1541年4月28日—1600年）是奥斯曼帝国的诗人、作家、史学家。其一生大约有55部著作。此外，他还绘制了一些插画，而在当时，绘制历史插画颇为流行。